# Jutro (powieść)
Jutro to pierwszy tom cyklu Jutro autorstwa Johna Marsdena – powieść dla młodzieży, opisująca inwazję obcego mocarstwa na Australię. Akcja powieści przedstawiona jest z perspektywy głównej bohaterki, nastolatki imieniem Ellie, która razem z przyjaciółmi toczy partyzancką walkę z wrogim oddziałem stacjonującym w jej rodzinnym mieście – Wirrawee.
Ekranizacja Jutra pt. Jutro: Kiedy zaczęła się wojna miała swoją premierę 2 września 2010 w Australii i Nowej Zelandii. Za scenariusz i reżyserię adaptacji odpowiada Stuart Beattie, a w roli Ellie Linton wystąpiła Caitlin Stasey

## Fabuła
Ellie wybiera się na tygodniową wyprawę za miasto wraz z przyjaciółmi: Homerem, Lee, Kevinem, Corrie, Robyn i Fioną. Trafiają do ukrytego wśród dziczy leja nazywanego przez miejscowych „Piekłem” i obozują tam przez tydzień. Jednej z nocy widzą na niebie lecące bez świateł samoloty.
Gdy przyjaciele wracają do swojego rodzinnego miasta, Wirrawee, okazuje się, że wszyscy ludzie zniknęli, a ich zwierzęta zostały zabite. Obawiając się najgorszego, Ellie i przyjaciele rozdzielają się, by sprawdzić, co stało się w Wirrawee. Dowiadują się, że Australia (a przynajmniej Wirrawee) padła celem inwazji, a mieszkańcy miasta więzieni są przez wrogi oddział. Grupa Ellie zostaje wykryta – żeby uciec, wysadzają zbiornik z paliwem. Gdy docierają do umówionego punktu spotkania, okazuje się, że Robyn i Lee gdzieś zniknęli – Homer i Ellie udają się na poszukiwania dwójki.
Znajdują Robyn i dowiadują się, że Lee jest ranny i ukrywa się w Wirrawee, w samym centrum działań wroga. Ellie i Homer naradzają się z resztą i bohaterka decyduje, że powinni spróbować uratować Lee, używając buldożera. Po pościgu, w którym ginie kilku żołnierzy, przyjaciołom udaje się uwolnić Lee i wrócić do Piekła.
Podczas gdy ukrywają się w Piekle, Lee zostaje chłopakiem Ellie; Homer zakochuje się w Fionie; Kevin i Corrie są parą już od kilku miesięcy przed inwazją.
Przyjaciele decydują, że będą robić wypady do pobliskich farm, szukając jedzenia i innych potrzebnych produktów, a potem – powracać do swojej bazy w Piekle. W końcu zaczynają toczyć walkę partyzancką z napastnikami: Ellie, Fi, Lee i Homer kradną cysternę z benzyną i wysadzają ją pod mostem, niszcząc w ten sposób najłatwiejszą do pokonania drogę dostępu do Wirrawee.
Gdy wraz z Kevinem szukają żywności, Corrie zostaje ranna – Kevin decyduje się poświęcić swoją wolność i odwieźć dziewczynę do szpitala. Tu książka się kończy – ciąg dalszy następuje w The Dead of the Night.

## Opinie
Horn Book Magazine napisał, że  Jutro to „niesamowita przygoda, w której Marsden przygląda się złu i zdolnościom przeciwstawienia się mu przez wspólne działanie”
Między 1993 a 1998 sprzedano ponad trzy miliony egzemplarzy książki. W tym czasie Jutro przetłumaczono na pięć języków, a w australijskim rankingu najpopularniejszych książek powieść znalazła się na czwartym miejscu.
W 2000 roku rząd Szwecji uznał Jutro za książkę, która posiada największe szanse obudzenia w młodzieży pasji do czytania i sfinansował publikację szwedzkiego tłumaczenia powieści.
W 1996 Amerykańskie Stowarzyszenie Bibliotek (American Library Association) uznało Jutro za jedną z najlepszych powieści dla młodzieży opublikowanych w tym roku w Ameryce. W 2000 roku ta sama organizacja wymieniła powieść wśród 100 najlepszych książek dla młodzieży wydanych w latach 1966-2000.